# Nossa Senhora da Nazaré
Nossa Senhora da Nazaré (Nostra Signora di Nazaré) è il nome dato a un'immagine scolpita in legno, alta circa 25 cm., raffigurante la Vergine Maria seduta su una panca bassa che allatta al seno il Bambino Gesù, con i volti e le mani dipinti in un colore "scuro". Secondo la tradizione orale, fu scolpita dal falegname Giuseppe, padre putativo, quando Gesù era ancora un bambino, e i volti e le mani vennero dipinti, decenni dopo, da San Luca. È venerata nel Santuario di Nossa Senhora da Nazaré, a Sítio da Nazaré, in Portogallo. 

## Storia

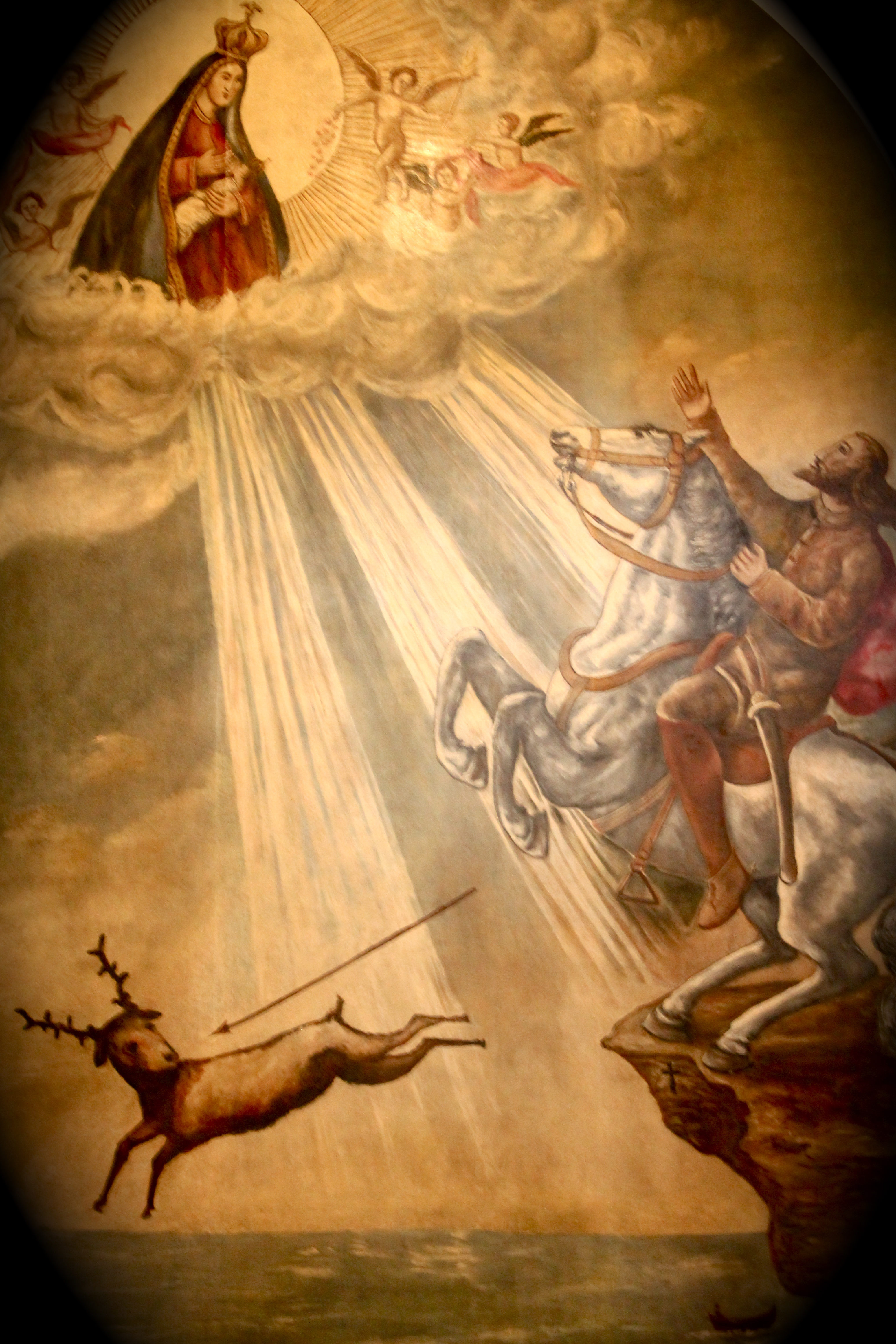
Rappresentazione del miracolo di Fra Fuas Roupinho.

La storia dell'immagine fu pubblicata, nel 1609, per la prima volta, da Frate Bernardo de Brito, nella monarchia lusitana. Questo monaco di Alcobaça, cronista del Portogallo, riferisce di aver trovato una donazione territoriale, del 1182, nel registro del monastero, che conteneva la storia dell'immagine venerata nei primi giorni del cristianesimo a Nazareth in Galilea, città natale di Maria. Da qui l'invocazione di Nossa Senhora da Nazaré. Dalla Galilea, fu portata, nel V secolo, in un convento vicino a Mérida, in Spagna, e da lì, nel 711, nel Sítio (di Nostra Signora) di Nazaré, dove continua ad essere venerata. 
La storia di questa immagine è inseparabile dal miracolo che salvò Fra Fuas Roupinho, nel 1182, un episodio che fu convenzionalmente chiamato Leggenda di Nazaré. 
Durante il Medioevo centinaia di immagini di Madonna Nera apparvero in tutta Europa, la maggior parte delle quali, come questa, erano scolpite nel legno, di piccole dimensioni e collegate a una leggenda miracolosa. Oggi ci sono circa quattrocento di queste immagini, antiche o loro repliche, nelle chiese di tutta Europa, così come alcune più recenti nel resto del mondo. 
L'immagine sacra di Nossa Senhora da Nazaré non è stata ancora sottoposta a un test di laboratorio per datarla scientificamente e parallelamente per ottenere la conferma di trovarsi di fronte a un'immagine bi-millenaria o di una replica prodotta in seguito .